# Dodona

Santuari de Dodona

Dodona (en llatí Dodona, en grec antic Δωδώνη, de vegades Δωδών Dodón) era una ciutat de l'Epir a Tespròcia amb un oracle de Zeus, l'Oracle de Dodona, que era el més antic de Grècia. Era un dels llocs habitats pels pelasgs, i l'oracle provenia d'una divinitat pelàsgica. Degut a la seva gran distància als principals estats grecs, va ser substituït a partir del segle vii aC per Delfos, però va continuar com un dels tres oracles més important dels mon grec. Els altres eren Delfos i Zeus Ammon a Líbia, segons diuen Estrabó, Ciceró i Corneli Nepot. Una altra ciutat anomenada Dodona era al districte de Perrèbia a Tessàlia, prop del Mont Olimp, coneguda també com a Bodona. Se suposa que Dodona de l'Epir hauria estat una colònia de Dodona de Tessàlia.
L'origen de l'oracle no es coneix amb seguretat. Sembla que els tesprotis eren els que el dirigien, fins que va passar a mans dels molossos. Els selli, que Homer descriu com els intèrprets de Zeus, "homes de peus sense rentar, que dormien a terra", semblen haver estat una tribu segurament dels tesprotis, i eren els intèrprets oficials des de molt antic. Píndar els anomena helli, i el país on vivien es deia Hellopia (Ἑλλοπίη). D'aquest país Hesíode diu que era una terra fèrtil amb riques pastures.
L'oracle ja era famós en temps d'Homer, i Odisseu el va consultar. Heròdot li dona origen egipci, però això segurament és poc acurat. En el seu temps l'oracle era interpretat per tres dones velles (Sòfocles diu que eren dues) anomenades Pelèiades (Πελείαδες, colomes), perquè es deia que els coloms havien portat l'ordre de fundar l'oracle. Els intèrprets, homes o dones, obtenien les respostes, entre altres mètodes, interpretant els sons de les fulles d'un roure sagrat quan les movia el vent, o pel soroll que feien al xocar entre si uns recipients de bronze penjats al costat d'uns altres. Homer parla dels "roures parlants" de Dodona. Altres autors fan referència a una font que brollava vora el temple, i les sacerdotesses interpretaven el soroll que feia.
A partir del segle VII aC amb l'auge de Delfos, l'oracle el consultaven principalment per les tribus veïnes d'etolis, acarnanis i epirotes, segons diu Pausànias. Tot i així el rei Cressos de Lídia el va consultar va tenir molta afluència de consultes fins als darrers temps. Ciceró diu que els espartans, en les qüestions importants, el consultaven alternativament amb Delfos. Els atenencs també el van consultar amb freqüència, sobretot durant la Guerra del Peloponès, perquè desconfiaven de la Pítia de Delfos. Amb el domini del reis molossos sobre l'Epir l'oracle va créixer en importància. El 219 aC els etolis dirigits per Dorimac, en guerra contra Filip V de Macedònia, van assolar Epir i van arrasar Dodona. Es va recuperar amb molta dificultat sense tornar mai al seu nivell anterior. L'oracle va ser destruït pels romans dirigits per Luci Emili Paulus Macedònic l'any 167 aC però la ciutat va subsistir sota Roma i August va reconstruir la ciutat. Pausànias que va visitar el lloc al segle II, encara parla del temple i del roure sagrat com a llocs dignes de ser visitats, i diu que l'arbre era un dels més antics de Grècia.
El 385 Teodosi va aturar la seva activitat. Al segle IV era la seu d'un bisbe i la zona del temple, arrasada, va ser reedificada amb esglésies cristianes. El darrer bisbe esmentat és de l'any 516. El geògraf Hièrocles encara menciona la ciutat al segle vi.
Del temple de Dodona no han quedat descripcions. El temple es devia construir potser cap al segle iv aC. En parla Polibi, que diu que els etolis el van destruir l'any 219 aC, i parla de les esteles i columnates, de les ofrenes i dedicatòries, i de la casa sagrada. L'heroon devia estar fora de les muralles junt amb altres edificacions. Molts presents i ofrenes eren dels beocis.
L'antiga Dodona se situada a 22 km al sud de Janina, en una estreta vall entre les muntanyes Tomaros i Manoliassa. N. Karapanos la va excavar el 1873-1875 i després el 1913 per la societat arqueològica sota la direcció de G. Soteriades fins al 1921. Les excavacions es van reprendre el 1929 i fins al 1932. Excavacions sistemàtiques es van iniciar els anys 50 sota direcció de D. Evangèlides i S. Dakaris i a la mort del primer sota la direcció en solitari del segon. El 1981 va agafar les excavacions la societat arqueològica amb el suport de la universitat de Janina.
S'han trobat el teatre (per 18000 persones, amb auditori, orquestra, i prosceni, construït al segle iii aC sota Pirros, destruït al 219 aC i reconstruït però destruït altre cop pels romans el 167 aC), l'estadi (del segle iii aC), la casa sagrada (20,80 x 19,20 metres, construïda al segle iv aC i restaurada als segles iii i II aC), el Buleuteri (43,60 x 32,35 metres, construït al segle iii aC, destruït i per dues vegades reconstruït després del 219 aC i del 167 aC; la darrera reparació es va fer en temps d'August i va estar en ús fins al final del segle I aC) i l'Acròpoli (segle IV aC, amb muralla de forma poligonal de 750 metres, reforçada per torres i amb tres portes principals, i una cisterna excavada a la roca), i el Pritaneu (rectangular 17,30 x 10,570 metres, construït al segle iv aC, que és la primera estructura del temple després de la casa sagrada, la residència del sacerdot de Zeus i dels caps de la Lliga de Molòssia o dels Molossos. Els etolis la van destruir el 219 aC).